# Heinrich Wilhelm Schott
Heinrich Wilhelm Schott (7. ledna 1794, Brno – 5. března 1865, Vídeň) byl česko-rakouský botanik a zahradník. Jeho autorská botanická zkratka je Schott. 
V letech 1817–1821 se zúčastnil rakousko-brazilské expedice. V roce 1828 byl jmenován ředitelem dvorních zahrad ve Vídni. Od roku 1852 až do své smrti byl vrchním zahradníkem císařských zahrad a vídeňské císařské menažerie (zoologické zahrady). V roce 1852 vedl částečnou proměnu zámeckého parku v Schönbrunnu v anglickém stylu a založil alpinum u zámku Belvedere. 
V botanické práci byl známý svým zájmem o alpskou flóru a o čeleď Araceae. Publikoval o ní v roce 1856 práci Synopsis Aroidearum, dále Icones Aroidearum (1857), Genera Aroidearum Exposito (1858) a Prodromus Systematis Aroidearum (1860). Z jeho dřívějších prací jsou známé Meletemata Botanica z roku 1832, jež napsal ve spolupráci se Štefanem Endlicherem či Analecta Botanica z roku 1854, na níž spolupracoval s botaniky Karlem Georgem Theodorem Kotschym a Carlem Frederikem Nymanem.